# Lista de emissoras da RedeTV!
Esta é uma lista que contém as emissoras próprias e afiliadas que retransmitem a programação da RedeTV!. Além disso, a lista contém as operadoras de TV por assinatura que contam com o sinal da emissora em seu line-up e as antigas afiliadas da rede e suas respectivas afiliações atuais.

## Próprias

### Geradora
| Emissora          | Cidade             | UF        | Canal  | Prefixo | Operada desde |
| ----------------- | ------------------ | --------- | ------ | ------- | ------------- |
| RedeTV! São Paulo | Osasco / São Paulo | São Paulo | 9 (29) | ZYB 863 | 1999          |

### Filiais
| Emissora               | Cidade         | UF             | Canal  | Prefixo | Operada desde |
| ---------------------- | -------------- | -------------- | ------ | ------- | ------------- |
| RedeTV! Rio de Janeiro | Rio de Janeiro | Rio de Janeiro | 6 (21) | ZYP 124 | 1999          |
| RedeTV! Belo Horizonte | Belo Horizonte | Minas Gerais   | 4 (25) | ZYA 721 | 1999          |
| RedeTV! Fortaleza      | Fortaleza      | Ceará          | 2 (34) | ZYP 484 | 1999          |
| RedeTV! Recife         | Recife         | Pernambuco     | 6 (25) | ZYQ 107 | 1999          |

## Afiliadas
Os estados de Alagoas, Bahia, Goiás, Mato Grosso do Sul, Rio Grande do Norte, Santa Catarina e Sergipe não possuem afiliadas da RedeTV!, e em alguns deles, apenas algumas cidades possuem retransmissoras.

### Acre
| Grupo                              | Emissora    | Cidade          | Canal   | Prefixo | Afiliada desde |
| ---------------------------------- | ----------- | --------------- | ------- | ------- | -------------- |
| Rede Amazônia de Rádio e Televisão | TV Amazônia | Rio Branco      | 50 (49) | RTV     | 2021           |
| Rede Amazônia de Rádio e Televisão | TV Amazônia | Cruzeiro do Sul | 51.2    | RTV     | 2022           |

### Amapá
| Grupo                             | Emissora  | Cidade | Canal | Prefixo | Afiliada desde |
| --------------------------------- | --------- | ------ | ----- | ------- | -------------- |
| Sistema Beija-Flor de Comunicação | TV Tucuju | Macapá | 24    | ZYA 286 | 2000           |

### Amazonas
| Grupo                         | Emissora | Cidade | Canal   | Prefixo | Afiliada desde |
| ----------------------------- | -------- | ------ | ------- | ------- | -------------- |
| Rede Calderaro de Comunicação | Inova TV | Manaus | 18 (47) | RTV     | 1999           |

### Distrito Federal
| Grupo                                         | Emissora    | Cidade   | Canal  | Prefixo | Afiliada desde |
| --------------------------------------------- | ----------- | -------- | ------ | ------- | -------------- |
| Diários Associados Organizações Paulo Octávio | TV Brasília | Brasília | 6 (28) | ZYQ 809 | 2008           |

### Espírito Santo
| Grupo        | Emissora   | Cidade               | Canal | Prefixo | Afiliada desde |
| ------------ | ---------- | -------------------- | ----- | ------- | -------------- |
| Grupo Carone | RedeTV! ES | Vila Velha / Vitória | 18    | ZYA 537 | 2005           |

### Maranhão
| Grupo                                | Emissora           | Cidade     | Canal                   | Prefixo | Afiliada desde  |
| ------------------------------------ | ------------------ | ---------- | ----------------------- | ------- | --------------- |
| Grupo Zildêni Falcão                 | TV São Luís        | São Luís   | 8 (41)                  | RTV     | 2004            |
| TV Chico do Rádio Comunicação Ltda.  | Imperial TV        | Imperatriz | 4 (18)                  | RTV     | 2021            |
| Sistema Guanaré de Comunicação       | TV Guanaré         | Caxias     | 10 (22)                 | RTV     | 2018            |
| Prefeitura Municipal de Codó         | TV Liberdade       | Codó       | 36                      | RTV     | 2021            |
| Grupo TVI de Comunicação             | Açailândia TV      | Açailândia | 5 (36)                  | RTV     | Sem informações |
| —                                    | Balsas TV          | Balsas     | 23                      | RTV     | 2024            |
| —                                    | RedeTV! Santa Inês | Santa Inês | 15 (40)                 | RTV     | Sem informações |
| —                                    | TV Cidade          | Pinheiro   | 5 (29) (em implantação) | RTV     | Sem informações |
| TV Maranhão Central Ltda.            | TV Cidade          | Zé Doca    | 13 (51)                 | RTV     | Sem informações |
| Machado e Freitas Comunicações Ltda. | TV Integração      | Araioses   | 8 (36)                  | RTV     | Sem informações |

### Mato Grosso
| Grupo                            | Emissora              | Cidade            | Canal               | Prefixo | Afiliada desde  |
| -------------------------------- | --------------------- | ----------------- | ------------------- | ------- | --------------- |
| Grupo Gazeta de Comunicação      | TV Pantanal           | Cuiabá            | 22 (21)             | ZYA 949 | 2014            |
| Rádio e Televisão Regional Ltda. | Gente TV              | Sinop             | 2 (20)              | RTV     | 2009            |
| Televisão Sat Ltda.              | TV SAT                | Sorriso           | 3 (28)              | RTV     | 1999            |
| Rádio Marco Zero Ltda.           | RedeTV! Tangará       | Tangará da Serra  | 16 (47)             | RTV     | 2009            |
| TV Omega Ltda                    | RedeTV! Alta Floresta | Alta Floresta     | 20 (46)             | RTV     | Sem informações |
| Grupo Favatto de Comunicação     | TV Portal da Amazônia | Pontes e Lacerda  | 12 (50)             | RTV     | 2011            |
| Televisão Nhambiquara Ltda.      | TV Migrantes          | Guarantã do Norte | 3 (46)              | RTV     | 2018            |
| Melo Comunicação Ltda.           | TV Apiacás            | Apiacás           | 25 (em implantação) | RTV     | 2016            |

### Minas Gerais
| Grupo                     | Emissora                | Cidade     | Canal | Prefixo | Afiliada desde |
| ------------------------- | ----------------------- | ---------- | ----- | ------- | -------------- |
| Grupo Mais de Comunicação | RedeTV! Mais Uberlândia | Uberlândia | 15    | RTV     | 2020           |

### Pará
| Grupo                                    | Emissora            | Cidade            | Canal                    | Prefixo | Afiliada desde  |
| ---------------------------------------- | ------------------- | ----------------- | ------------------------ | ------- | --------------- |
| Grupo Livre de Comunicação               | RedeTV! Belém       | Belém             | 47 (48)                  | RTV     | 2006            |
| Grupo Livre de Comunicação               | TV Livre            | Marabá            | 38 (44)                  | RTV     | 2006            |
| Grupo Livre de Comunicação               | RedeTV! Altamira    | Altamira          | 23 (21)                  | RTV     | 2006            |
| Grupo Amazônia TV                        | Amazônia TV         | Parauapebas       | 33                       | RTV     | 1999            |
| Rede Norte de Comunicação                | RedeTV! Castanhal   | Castanhal         | 27                       | RTV     | Sem informações |
| Rádio e Televisão Cidade Dourada Ltda.   | TV Cidade Dourada   | Itaituba          | 4 (18)                   | RTV     | Sem informações |
| Rede de Televisão Paraense               | RedeTV! Paragominas | Paragominas       | 29                       | RTV     | Sem informações |
| —                                        | RedeTV! Redenção    | Redenção          | 26                       | RTV     | Sem informações |
| Serra Sul Publicidade e Propaganda Ltda. | RedeTV! Karajás     | Canaã dos Carajás | 17                       | RTV     | Sem informações |
| Rádio e Televisão Atalaia                | TV Atalaia          | Óbidos            | 10 (49) (em implantação) | RTV     | Sem informações |
| —                                        | RedeTV! Capanema    | Capanema          | 44                       | RTV     | 2024            |
| —                                        | VicTV               | Breves            | 28                       | RTV     | 2023            |
| —                                        | TV Cidade Norte     | Capitão Poço      | 43                       | RTV     | Sem informações |

### Paraíba
| Grupo                      | Emissora         | Cidade      | Canal   | Prefixo | Afiliada desde |
| -------------------------- | ---------------- | ----------- | ------- | ------- | -------------- |
| Grupo Norte de Comunicação | TV Norte Paraíba | João Pessoa | 10 (16) | ZYB 272 | 2023           |

### Paraná
| Grupo                         | Emissora       | Cidade      | Canal   | Prefixo | Afiliada desde |
| ----------------------------- | -------------- | ----------- | ------- | ------- | -------------- |
| Rede Catedral de Comunicação  | RedeTV! Paraná | Cascavel    | 24 (17) | RTV     | 2021           |
| Rede Caiuá de Comunicação     | RedeTV! Mais   | Umuarama    | 32 (33) | RTV     | 2020           |
| Rede Celinauta de Comunicação | TV Celinauta   | Pato Branco | 7 (27)  | ZYB 404 | 1999           |

### Piauí
| Grupo                        | Emissora | Cidade   | Canal   | Prefixo | Afiliada desde |
| ---------------------------- | -------- | -------- | ------- | ------- | -------------- |
| Sistema O Dia de Comunicação | O Dia TV | Teresina | 44 (27) | ZYP 270 | 2018           |

### Rio Grande do Sul
| Grupo                     | Emissora              | Cidade       | Canal   | Prefixo | Afiliada desde |
| ------------------------- | --------------------- | ------------ | ------- | ------- | -------------- |
| Rede Pampa de Comunicação | TV Pampa Porto Alegre | Porto Alegre | 4 (26)  | ZYP 102 | 2007           |
| Rede Pampa de Comunicação | TV Pampa Centro       | Santa Maria  | 4 (26)  | ZYP 117 | 2008           |
| Rede Pampa de Comunicação | TV Pampa Norte        | Carazinho    | 9 (26)  | ZYP 116 | 2008           |
| Rede Pampa de Comunicação | TV Pampa Sul          | Pelotas      | 13 (26) | ZYP 111 | 2008           |

### Rondônia
| Grupo                          | Emissora              | Cidade                | Canal                    | Prefixo | Afiliada desde  |
| ------------------------------ | --------------------- | --------------------- | ------------------------ | ------- | --------------- |
| Sistema Gurgacz de Comunicação | RedeTV! Rondônia      | Porto Velho           | 17 (16)                  | ZYB 597 | 2003            |
| Sistema Gurgacz de Comunicação | RedeTV! Ji-Paraná     | Ji-Paraná             | 7 (20)                   | RTV     | 2006            |
| Sistema Gurgacz de Comunicação | RedeTV! Ariquemes     | Ariquemes             | 5 (17)                   | RTV     | 2006            |
| Sistema Gurgacz de Comunicação | RedeTV! Vilhena       | Vilhena               | 9 (17)                   | RTV     | 2006            |
| Sistema Gurgacz de Comunicação | RedeTV! Cacoal        | Cacoal                | 49 (48)                  | RTV     | 2024            |
| Sistema Gurgacz de Comunicação | RedeTV! Machadinho    | Machadinho d'Oeste    | 12 (16) (em implantação) | RTV     | 2006            |
| Kake TV Ltda.                  | RedeTV! Pimenta Bueno | Pimenta Bueno         | 45                       | RTV     | Sem informações |
| R Gallo Ltda.                  | TV R Gallo            | Alta Floresta d'Oeste | 45                       | RTV     | 2021            |

### Roraima
| Grupo                        | Emissora    | Cidade    | Canal   | Prefixo | Afiliada desde |
| ---------------------------- | ----------- | --------- | ------- | ------- | -------------- |
| Rede Tropical de Comunicação | Tropical TV | Boa Vista | 10 (38) | ZYB 601 | 2021           |

### Tocantins
| Grupo                                 | Emissora          | Cidade         | Canal   | Prefixo | Afiliada desde  |
| ------------------------------------- | ----------------- | -------------- | ------- | ------- | --------------- |
| Grupo Otávio Soares                   | RedeTV! Tocantins | Palmas         | 29      | RTV     | 2009            |
| TELEAMA-Teledifusão da Amazônia Ltda. | TV Líder          | Araguaína      | 20 (21) | RTV     | Sem informações |
| Sistema de Comunicação Graciosa Ltda. | TV Girassol       | Augustinópolis | 3 (46)  | RTV     | 2021            |

## Retransmissoras

### Acre
| Cidade   | Canal |
| -------- | ----- |
| Tarauacá | 6 VHF |

### Alagoas
| Cidade               | Canal       |
| -------------------- | ----------- |
| São José da Tapera   | 27 (33 UHF) |
| São Luís do Quitunde | 27 (36 UHF) |

### Amazonas
| Cidade | Canal       |
| ------ | ----------- |
| Uarini | 12 (47 UHF) |

### Bahia
| Cidade    | Canal analógico | Canal digital |
| --------- | --------------- | ------------- |
| Araci     | 22 UHF          | —             |
| Brumado   | 2 VHF           | —             |
| Guanambi  | 11 VHF          | —             |
| Irecê     | 7 VHF           | —             |
| Itaberaba | 6 VHF           | —             |
| Remanso   | 13 VHF          | —             |
| Salvador  | —               | 22 UHF        |

### Ceará
| Cidade  | Canal  |
| ------- | ------ |
| Aracati | 30 UHF |

### Goiás
Retransmissora da TV Brasília
| Cidade  | Canal      |
| ------- | ---------- |
| Goiânia | 6 (21 UHF) |

Retransmissora da rede
| Cidade      | Canal analógico | Canal digital |
| ----------- | --------------- | ------------- |
| Nova Crixás | 5 VHF           | 21 UHF        |

### Maranhão
| Cidade     | Canal analógico | Canal digital |
| ---------- | --------------- | ------------- |
| Balsas     | 8 VHF           | —             |
| Pinheiro   | 7 VHF           | —             |
| Rosário    | —               | 40 UHF        |
| Santa Inês | —               | 15 (40 UHF)   |
| Viana      | 42 UHF          | —             |

### Mato Grosso
| Cidade                | Canal analógico | Canal digital           |
| --------------------- | --------------- | ----------------------- |
| Água Boa              | 6 VHF           | 28 UHF (em implantação) |
| Barra do Bugres       | 47 UHF          | —                       |
| Barra do Garças       | 16 UHF          | 39 UHF (em implantação) |
| Campo Novo do Parecis | 12 UHF          | 46 UHF (em implantação) |
| Lucas do Rio Verde    | 14 UHF          | —                       |

### Mato Grosso do Sul
| Cidade             | Canal analógico | Canal digital |
| ------------------ | --------------- | ------------- |
| Batayporã          | —               | 7 (39 UHF)    |
| Brasilândia        | —               | 5 (20 UHF)    |
| Costa Rica         | —               | 13 (44 UHF)   |
| Iguatemi           | 10 VHF          | 20 UHF        |
| Ladário            | 7 VHF           | 46 UHF        |
| Nioaque            | —               | 12 (20 UHF)   |
| Nova Andradina     | 27 UHF          | —             |
| Ribas do Rio Pardo | 6 VHF           | —             |
| Rio Negro          | —               | 7 (20 UHF)    |
| Sete Quedas        | —               | 4 (20 UHF)    |
| Tacuru             | —               | 9 (20 UHF)    |

### Minas Gerais
| Cidade               | Canal analógico | Canal digital           |
| -------------------- | --------------- | ----------------------- |
| Areado               | —               | 13 (24 UHF)             |
| Boa Esperança        | 9 VHF           | —                       |
| Caldas               | 6 VHF           | 24 UHF                  |
| Cambuquira           | 2 VHF           | 24 UHF                  |
| Campo Belo           | 9 VHF           | —                       |
| Campos Altos         | —               | 9 (24 UHF)              |
| Conselheiro Lafaiete | 11 VHF          | —                       |
| Extrema              | 38 UHF          | —                       |
| Gouveia              | —               | 6 (25 UHF)              |
| Guanhães             | 2 VHF           | —                       |
| Guarará              | —               | 13 (26 UHF)             |
| Inimutaba            | 8 VHF           | 25 UHF                  |
| Ipatinga             | 2 VHF           | 25 UHF (em implantação) |
| Ipuiuna              | 7 VHF           | 24 UHF                  |
| Itabira              | 2 VHF           | —                       |
| Itajubá              | 9 VHF           | —                       |
| Itapecerica          | —               | 5 (24 UHF)              |
| Juiz de Fora         | —               | 2 (26 UHF)              |
| Machado              | 33 UHF          | —                       |
| Muriaé               | 11 VHF e 31 UHF | —                       |
| Nepomuceno           | 7 VHF           | —                       |
| Oliveira             | 13 VHF          | —                       |
| Ouro Preto           | 41 UHF          | —                       |
| Passos               | 4 VHF           | —                       |
| Poços de Caldas      | —               | 14 UHF                  |
| Presidente Olegário  | 5 VHF           | —                       |
| Rio Casca            | 7 VHF           | 25 UHF                  |
| Salinas              | 2 VHF           | —                       |
| São João del Rei     | 5 VHF           | —                       |
| São Pedro dos Ferros | —               | 9 (25 UHF)              |
| Três Pontas          | 58 UHF          | —                       |
| Varginha             | 9 VHF           | —                       |
| Virgínia             | —               | 11 (24 UHF)             |

### Pará
| Cidade                                 | Canal analógico | Canal digital |
| -------------------------------------- | --------------- | ------------- |
| Abaetetuba                             | —               | 29 UHF        |
| Núcleo Urbano de Carajás (Parauapebas) | 11 VHF          | —             |
| Redenção                               | 15 UHF          | —             |
| Santa Maria do Pará                    | 4 VHF           | —             |
| Tucuruí                                | 4 VHF           | 31 UHF        |

### Paraíba
| Cidade         | Canal analógico | Canal digital |
| -------------- | --------------- | ------------- |
| Alagoa Grande  | —               | 40 (45 UHF)   |
| Areia          | —               | 8 (40 UHF)    |
| Brejo do Cruz  | —               | 6 (40 UHF)    |
| Campina Grande | —               | 40 UHF        |
| Itabaiana      | 8 VHF           | —             |
| Juazeirinho    | 10 VHF          | —             |
| Rio Tinto      | —               | 40 (26 UHF)   |
| Santa Luzia    | —               | 7 (40 UHF)    |
| Sumé           | —               | 6 (40 UHF)    |

### Paraná
Retransmissoras da rede
| Cidade           | Canal analógico | Canal digital |
| ---------------- | --------------- | ------------- |
| Curitiba         | —               | 49 (30 UHF)   |
| Rio Negro        | 35 UHF          | —             |
| Salto do Itararé | 12 VHF          | —             |
| Telêmaco Borba   | 23 UHF          | —             |
| Tibagi           | 54 UHF          | —             |

### Pernambuco
| Cidade                   | Canal analógico | Canal digital |
| ------------------------ | --------------- | ------------- |
| Afrânio                  | —               | 43 (24 UHF)   |
| Altinho                  | —               | 6 (43 UHF)    |
| Águas Belas              | —               | 7 (43 UHF)    |
| Amaraji                  | —               | 43 (31 UHF)   |
| Bom Conselho             | —               | 29 (42 UHF)   |
| Buíque                   | —               | 47 UHF        |
| Cabrobó                  | —               | 13 (43 UHF)   |
| Canhotinho               | —               | 43 (32 UHF)   |
| Exu                      | —               | 43 (21 UHF)   |
| Fernando de Noronha      | 6 VHF           | —             |
| Garanhuns                | 7 VHF           | —             |
| João Alfredo             | —               | 19 (28 UHF)   |
| Itaíba                   | —               | 19 (28 UHF)   |
| Lagoa dos Gatos          | —               | 8 (43 UHF)    |
| Parnamirim               | —               | 6 (48 UHF)    |
| Quipapá                  | —               | 32 UHF        |
| Ribeirão                 | —               | 19 (31 UHF)   |
| Rio Formoso              | —               | 19 (41 UHF)   |
| Santa Maria da Boa Vista | —               | 19 (18 UHF)   |
| São Bento do Una         | —               | 43 (32 UHF)   |
| São José do Belmonte     | —               | 19 (22 UHF)   |
| São José da Coroa Grande | —               | 25 UHF        |
| Sertânia                 | —               | 6 (43 UHF)    |
| Tacaratu                 | —               | 43 UHF        |
| Vicência                 | —               | 29 (30 UHF)   |

### Piauí
| Cidade     | Canal  |
| ---------- | ------ |
| Palmeirais | 11 VHF |
| Piripiri   | 2 VHF  |

### Rio de Janeiro
| Cidade | Canal       |
| ------ | ----------- |
| Macaé  | 43 (21 UHF) |

### Rio Grande do Norte
| Cidade                     | Canal analógico | Canal digital |
| -------------------------- | --------------- | ------------- |
| Alexandria                 | —               | 6 (40 UHF)    |
| Baía Formosa               | —               | 7 (43 UHF)    |
| Caiçara do Rio do Vento    | —               | 6 (40 UHF)    |
| Canguaretama               | —               | 6 (41 UHF)    |
| Governador Dix-Sept Rosado | —               | 6 (41 UHF)    |
| Guamaré                    | —               | 6 (14 UHF)    |
| Macau                      | 2 VHF           | —             |
| Montanhas                  | —               | 6 (43 UHF)    |
| Parelhas                   | 19 UHF          | —             |
| Pedro Velho                | —               | 7 (41 UHF)    |
| Portalegre                 | —               | 6 (41 UHF)    |
| Rafael Fernandes           | —               | 6 (40 UHF)    |
| Santo Antônio              | —               | 6 (40 UHF)    |
| São Bento do Trairi        | —               | 7 (40 UHF)    |
| Serrinha                   | 3 VHF           | 6 (41 UHF)    |
| Umarizal                   | —               | 6 (40 UHF)    |

### Rio Grande do Sul
Retransmissoras da rede
| Cidade        | Canal  |
| ------------- | ------ |
| Arroio Grande | 11 VHF |

### Roraima
| Cidade    | Canal |
| --------- | ----- |
| Caracaraí | 4 VHF |

### Santa Catarina
| Cidade        | Canal       |
| ------------- | ----------- |
| Brusque       | 17 UHF      |
| Florianópolis | 18 (17 UHF) |
| Rio Negrinho  | 54 (14 UHF) |

### Sergipe
| Cidade     | Canal       |
| ---------- | ----------- |
| Carira     | 13 (26 UHF) |
| Poço Verde | 13 (23 UHF) |

## Via satélite

### Digital
Nos receptores do sistema SAT HD Regional atuais na banda Ku do Star One D2, o número do canal é padronizado; enquanto no satélite Sky Brasil-1, os usuários de antena parabólica digital só podem assistir usando um receptor compatível com o sistema Nova Parabólica, que requer um cartão de decodificação.

#### Star One D2
- Posição: 70º Oeste

| Frequência | Taxa de símbolos | Polarização | FEC | PID Vídeo | PID Áudio | PCR  | Canal virtual | Período de operação | Referências              |
| ---------- | ---------------- | ----------- | --- | --------- | --------- | ---- | ------------- | ------------------- | ------------------------ |
| Banda C    |                  |             |     |           |           |      |               |                     |                          |
| 4154 MHz   | 7500 Ksps        | Vertical    | 5/6 | 273       | 274/275   | 256  | N/A           | Desde 2021          | [ 5 ] [ 6 ] [ 7 ]        |
| 3700 MHz   | 15000 Ksps       | Vertical    | 5/6 | 97        | 99        | 98   | N/A           | 2008-2022           | [ 5 ] [ 6 ] [ 7 ]        |
| Banda Ku   |                  |             |     |           |           |      |               |                     |                          |
| 12120 MHz  | 29900 Ksps       | Vertical    | 2/3 | 5173      | 5171/5172 | 5173 | 9             | Desde 2022          | [ 6 ] [ 8 ] [ 9 ] [ 10 ] |

#### Sky Brasil-1
- Posição: 43º Oeste

| Frequência | Taxa de símbolos | Polarização | FEC | PID Vídeo | PID Áudio | PCR  | Canal virtual | Período de operação | Referências   |
| ---------- | ---------------- | ----------- | --- | --------- | --------- | ---- | ------------- | ------------------- | ------------- |
| Banda Ku   |                  |             |     |           |           |      |               |                     |               |
| 10922 MHz  | 30000 Ksps       | Vertical    | 2/3 | 4240      | 4241      | 4240 | 9             | Desde 2023          | [ 11 ] [ 12 ] |

### Antigas transmissões

#### Analógico
| Satélite    | Posição   | Frequência                  | Filtro BW | Polarização | Observações                          | Período de operação | Referências                              |
| ----------- | --------- | --------------------------- | --------- | ----------- | ------------------------------------ | ------------------- | ---------------------------------------- |
| Banda C     |           |                             |           |             |                                      |                     |                                          |
| Star One D2 | 70º Oeste | 3790 MHz (1360 MHz Banda L) | 18 MHz    | Vertical    | Desligado desde 30 de junho de 2024. | 2013-2024           | [ 13 ] [ 14 ] [ 15 ] [ 7 ] [ 16 ] [ 17 ] |
| Star One D2 | 70º Oeste | 3780 MHz (1370 MHz Banda L) | 18 MHz    | Vertical    | Migrou para a frequência 3790 MHz.   | 1999-2013           | [ 13 ] [ 14 ] [ 15 ] [ 7 ] [ 16 ] [ 17 ] |

## TV por assinatura
| Operadora  | Canal                        |
| ---------- | ---------------------------- |
| Claro TV+  | 20 / 520 HD                  |
| Claro TV+  | 20 / 508 HD (São Paulo)      |
| Claro TV+  | 20 / 506 HD (Rio de Janeiro) |
| Claro TV+  | 17 / 504 HD (Belo Horizonte) |
| Claro TV+  | 16 / 516 HD (Fortaleza)      |
| Claro TV+  | 6 / 509 HD (Recife)          |
| Sky Brasil | 15 / 415 HD                  |
| Oi TV      | 6 / 606 HD                   |
| Vivo TV    | 224                          |

## Antigas afiliadas
| Nome                 | Cidade                | UF | Canal             | Situação/afiliação atual                                   | Período de afiliação |
| -------------------- | --------------------- | -- | ----------------- | ---------------------------------------------------------- | -------------------- |
| TV Jovem             | Itupiranga            | PA | 14                | TV A Crítica                                               | 2024-2025            |
| TV Viana             | Viana                 | MA | 42                | Extinta                                                    | ????-2025            |
| TV Nova Era          | Lago da Pedra         | MA | 5                 | Extinta                                                    | ????-2025            |
| TV Miracema          | Miracema do Tocantins | TO | 19                | Hoje emissora independente                                 | 2024-2025            |
| TV Açucena           | Balsas                | MA | 10                | Extinta                                                    | 2023-2025            |
| TV Pio XII           | Pio XII               | MA | 8                 | Extinta                                                    | 2020-2025            |
| TV Cidade            | Jaru                  | RO | 13                | TV Cultura                                                 | 2016-2025            |
| TV Pantaneira        | Poconé                | MT | 11                | Extinta                                                    | 2002-2025            |
| TV Peixoto           | Peixoto de Azevedo    | MT | 35                | TV A Crítica                                               | ????-2024            |
| TV Xapuri            | Xapuri                | AC | 7                 | Extinta                                                    | 2023-2024            |
| TV Maior             | Campina Grande        | PB | 11                | Hoje emissora independente                                 | 2015-2023            |
| TV Arapuan           | João Pessoa           | PB | 14                | Band                                                       | 2008-2023            |
| RedeTV! Nortelândia  | Nortelândia           | MT | 11                | Extinta                                                    | 2015-2023            |
| TV Capital           | Balsas                | MA | 8                 | Record                                                     | ????-2023            |
| TV São Bento         | São Bento             | MA | 40                | Rede Meio                                                  | ????-2023            |
| TV Cidade Interativa | Canarana              | MT | 20                | Record                                                     | 2019-2022            |
| TV Jitirana          | Barra do Corda        | MA | 5                 | Rede Meio                                                  | ????-2021            |
| Rede 7               | Campanha              | MG | 38                | TV Verdade                                                 | 2020-2021            |
| TV Norte Boa Vista   | Boa Vista             | RR | 12                | SBT                                                        | 1999-2021            |
| ABC TV               | Rio Branco            | AC | 9                 | Hoje TVA, afiliada à Rede Meio                             | 2019-2021            |
| TV Figueira          | Lucas do Rio Verde    | MT | 14                | Extinta                                                    | 2016-2020            |
| TV Clube             | Açailândia            | MA | 13                | Extinta                                                    | 1999-2020            |
| TV Portal            | Terra Nova do Norte   | MT | 17                | Extinta                                                    | ????-2019            |
| TV Piraíba           | Colíder               | MT | 9                 | Hoje TV Cidade Verde Colíder, afiliada à Rede Cidade Verde | 1999-2019            |
| TV Chapadão          | Chapadão do Sul       | MS | 45                | TV Cultura                                                 | 2017-2019            |
| TV Capital           | Imperatriz            | MA | 5                 | Extinta                                                    | 2000-2018            |
| TV Cidade            | Nova Mutum            | MT | 7                 | Record                                                     | 2009-2018            |
| TV Amazônia          | Santarém              | PA | 7                 | Rede Super                                                 | 1999-2018            |
| TV São Bento         | São Bento             | MA | 4                 | Extinta                                                    | ????-2018            |
| TV Feliz             | Natal                 | RN | 17                | Hoje emissora independente                                 | 2005-2017            |
| TV Graciosa          | Palmas                | TO | 38                | Extinta                                                    | 2016                 |
| TV Araucária         | Lages                 | SC | 13                | Rede Gospel                                                | 2015-2016            |
| Sil TV               | Gurupi                | TO | 19                | Band                                                       | 2008-2015            |
| TV ZTC               | Caxias                | MA | 57                | Extinta                                                    | 2011-2015            |
| TV Cuiabá            | Cuiabá                | MT | 47                | TV A Crítica                                               | 2009-2013            |
| TV Cidade            | Aracaju               | SE | 20 (NET) 48 (JET) | Extinta                                                    | 2006-2013            |
| TV Elo               | Jataí                 | GO | 6                 | Hoje TV Sucesso, afiliada à Band                           | 2009-2012            |
| VTV                  | Goiânia               | GO | 49                | Extinta                                                    | 2007-2011            |
| VTV                  | Santos                | SP | 46                | SBT                                                        | 2002-2011            |
| TV Viana             | Assis Chateaubriand   | PR | 33                | Extinta                                                    | 2004-2008; 2009-2010 |
| TV Tangará           | Tangará da Serra      | MT | 3                 | Hoje Bem TV, afiliada ao SBT                               | 1999-2009            |
| TV Luverdense        | Lucas do Rio Verde    | MT | 5                 | Hoje TV Conquista, afiliada à Record                       | 2006-2009            |
| TV Rondon            | Cuiabá                | MT | 5                 | Hoje SBT Cuiabá, afiliada ao SBT                           | 1999-2009            |
| TV Rondon            | Rondonópolis          | MT | 8                 | Hoje SBT Rondonópolis, afiliada ao SBT                     | 1999-2009            |
| TV Cidade            | Sinop                 | MT | 4                 | Hoje SBT Sinop, afiliada ao SBT                            | 1999-2009            |
| RedeTV! Sul          | Lages                 | SC | 10                | Hoje SCC SBT, afiliada ao SBT                              | 2000-2008            |
| TV Cristal           | Porto Alegre          | RS | 55                | Hoje Rede Sul de Televisão, emissora independente          | 2003-2007            |
| TV Cristal           | Palmas                | TO | 5                 | TV A Crítica                                               | 2000-2007            |
| TV União             | Brasília              | DF | 56                | Hoje emissora própria da Rede União                        | 2003–2005            |
| TV Rauland           | Belém                 | PA | 14                | Hoje TV Grão Pará, afiliada à TV Gazeta                    | 2001-2006            |
| TV Quinari           | Rio Branco            | AC | 40                | Extinta                                                    | 2002-2005            |
| Atalaia TV           | Oriximiná             | PA | 39                | Record                                                     | 2004-2005            |
| TV Cidade            | São Luís              | MA | 6                 | Record                                                     | 2000-2004            |
| TV Regional          | Uberaba               | MG | 7                 | Hoje Band Triângulo, emissora própria da Band              | 1999-2003            |
| TV5                  | Rio Branco            | AC | 5                 | Band                                                       | 2001-2002            |
| TV Atalaia News      | Aracaju               | SE | 48 (Lig TV)       | Extinta                                                    | 2001-2002            |
| TV Marabá            | Marabá                | PA | 13                | Extinta                                                    | 1999-2002            |
| TV Equatorial        | Macapá                | AP | 8                 | TV Cultura                                                 | 1999-2000            |
| TV Gazeta            | Rio Branco            | AC | 11                | Record                                                     | 1999-2000            |
| TV Maracu            | Viana                 | MA | 11                | Record                                                     | 1999-2000            |
| TV Nativa            | Imperatriz            | MA | 13                | Record                                                     | 1999-2000            |
| TV Praia Grande      | São Luís              | MA | 12                | Hoje TV Maranhense, afiliada à Rede Brasil                 | 1999-2000            |
| TV Pioneira          | Água Boa              | MT | 6                 | Extinta                                                    | 1999-????            |
| TV Vale do Itapecuru | Itapecuru-Mirim       | MA | 11                | Extinta                                                    | Desconhecido         |
| TV Cidade            | Bacabal               | MA | 47                | Extinta                                                    | Desconhecido         |